# Rőt-kúti Dreher-zsomboly
A Rőt-kúti Dreher-zsomboly az Aggteleki Nemzeti Park területén található egyik barlang. A barlang az Aggteleki-karszt és a Szlovák-karszt többi barlangjával együtt 1995 óta a világörökség része.

## Leírás
Komjátitól É-ra, az Alsó-hegy fennsíkján, a Vecsem-bükktől K-re, a turistatérkép által is jelzett XII.49-es sorszámú határkőtől DK-re, a 49/2-es sorszámú határkőtől D-re, attól kb. 30 m-re, a turistatérkép által is jelzett Rőt-kúti-töbörben, a töbör felső részének határhoz közelebbi, É-i oldalában található a Rőt-kúti Dreher-zsomboly háromszög alakú, szűk és függőleges tengelyirányú bejárata. A Tornanádaskáról induló, sárga sávval jelzett turistaút halad legközelebb a barlangbejárathoz a jelzett turistautak közül. A határkövek biztosabb támpontot adnak a bejárat megtalálásához.
A turistatérképek által zsombolyjellel jelölt bejárat és a zsomboly két hasadék kereszteződésében keletkezett. A barlang középső triász wettersteini mészkőben jött létre. A szűk bejárat után a szűk akna majdnem 5 méter mélységben tágul ki. Kb. 15 m mélységben agyagos és omlékony párkány van. Gyakorlatilag egyetlen aknából áll a barlang, melynek vízszintes kiterjedése 6 m. Alján cseppkövek figyelhetők meg. Nincs lezárva a zsomboly, amely engedély nélkül, 30 m kötél és kötéltechnikai eszközök alkalmazásával bejárható.
Előfordul a barlang az irodalmában „49/2-s” zsomboly (Krekács 1989), 49/2-es zsomboly (Vlk 2019), 49-s zsomboly (Krekács 1989), ’’49-s’’-zsomboly (Krekács 1989) és Negyvenkilenc 2-es zsomboly (Vlk 2019) neveken is. Ezeket a neveket a közelében lévő határkő miatt kapta. A Rőt-kúti Dreher-zsomboly nevet a MAFC Barlangkutató Csoport tagjai adták a barlangnak.

## Kutatástörténet
1986 őszén Krekács Károly fedezte fel a barlang bejáratát és 1987 végén Krekács Károlyék vizsgálták át a barlangot. Átvizsgálása után Szenthe István megállapította, hogy ez egy korábban nyilvántartásba vett barlang. Emiatt Krekács Károly nem jelentette be az addig ismeretlen zsomboly felfedezését. Azonban a zsomboly még nem volt nyilvántartva. 1988-ban Petren Imre mérte fel a barlangot, majd Krekács Károly a felmérés alapján megszerkesztette a barlang alaprajz térképvázlatát és 2 függőleges hosszmetszet térképvázlatát. A térképvázlatok szerint a barlang kb. 25 m mély.
Az 1989-ben készült, Krekács Károly által írt kézirat szerint a barlang bejáratának megtalálásakor a bejárat kettős nyílású volt. A barlang aknája 25 m-es, amely 15 m mélységben kitágul és közepén két kis kürtő ágazik ki belőle. A MAFC Barlangkutató Csoport 1990. évről szóló jelentésében meg van említve, hogy a barlang kb. 20 m mély. A barlang 1995 óta az Aggteleki-karszt és a Szlovák-karszt többi barlangjával együtt a világörökség része. A Nyerges Attila által 1997-ben készített szakdolgozat szerint a 23 m mély Rőt-kúti Dreher-zsomboly az Alsó-hegy magyarországi részének 25. legmélyebb barlangja. A 24. legmélyebb (Rókalyuk-zsomboly) és a 26. legmélyebb (Iskola-zsomboly) szintén 23 m mélyek.
A 2008. szeptember 27-én megrendezett XV. Lakatos Kupa kiadványában 23 m mély barlangként szerepel a Rőt-kúti Dreher-zsomboly, de nem volt a verseny helyszínei között. 2010-ben Ctirad Piskač és Martin Mandel mérték fel a barlangot, majd Ctirad Piskač a felmérés alapján megrajzolta a barlang hosszmetszet térképét és 4 keresztmetszet térképét. A hosszmetszet térképen látható a 4 keresztmetszet elhelyezkedése a barlangban.
Az Alsó-hegy karsztjelenségeiről szóló, 2019-ben kiadott könyvben az olvasható, hogy a Röt-kúti Dreher-zsomboly (49-s zsomboly, 49/2-es zsomboly, Negyvenkilenc 2-es zsomboly) ismeretlen hosszú és 21 m mély. A barlang azonosító számai: Szlovákiában 185, Magyarországon 5452/64. A könyvben publikálva lett a barlang 2010-ben készült hosszmetszet térképe és 2010-ben készült 4 keresztmetszet térképe. A barlangot 2010-ben Ctirad Piskač és Martin Mandel mérték fel, majd 2010-ben Ctirad Piskač a felmérés alapján megrajzolta a barlang térképeit. A térképeket 2015-ben Luděk Vlk digitalizálta. A kiadványban publikálva lett egy színes fénykép, amelyen a barlangban lévő képződmények figyelhetők meg. A kiadványhoz mellékelve lett az Alsó-hegy részletes térképe. A térképet Luděk Vlk, Mojmír Záviška, Ctirad Piskač, Jiřina Novotná, Miloš Novotný és Martin Mandel készítették. A térképen, amelyen fekete ponttal vannak jelölve a barlangok és a zsombolyok, látható a Rőt-kúti Dreher-zsomboly (5452/64, 185) földrajzi elhelyezkedése.